# Chlorométhyle

Structure du groupe chlorométhyle

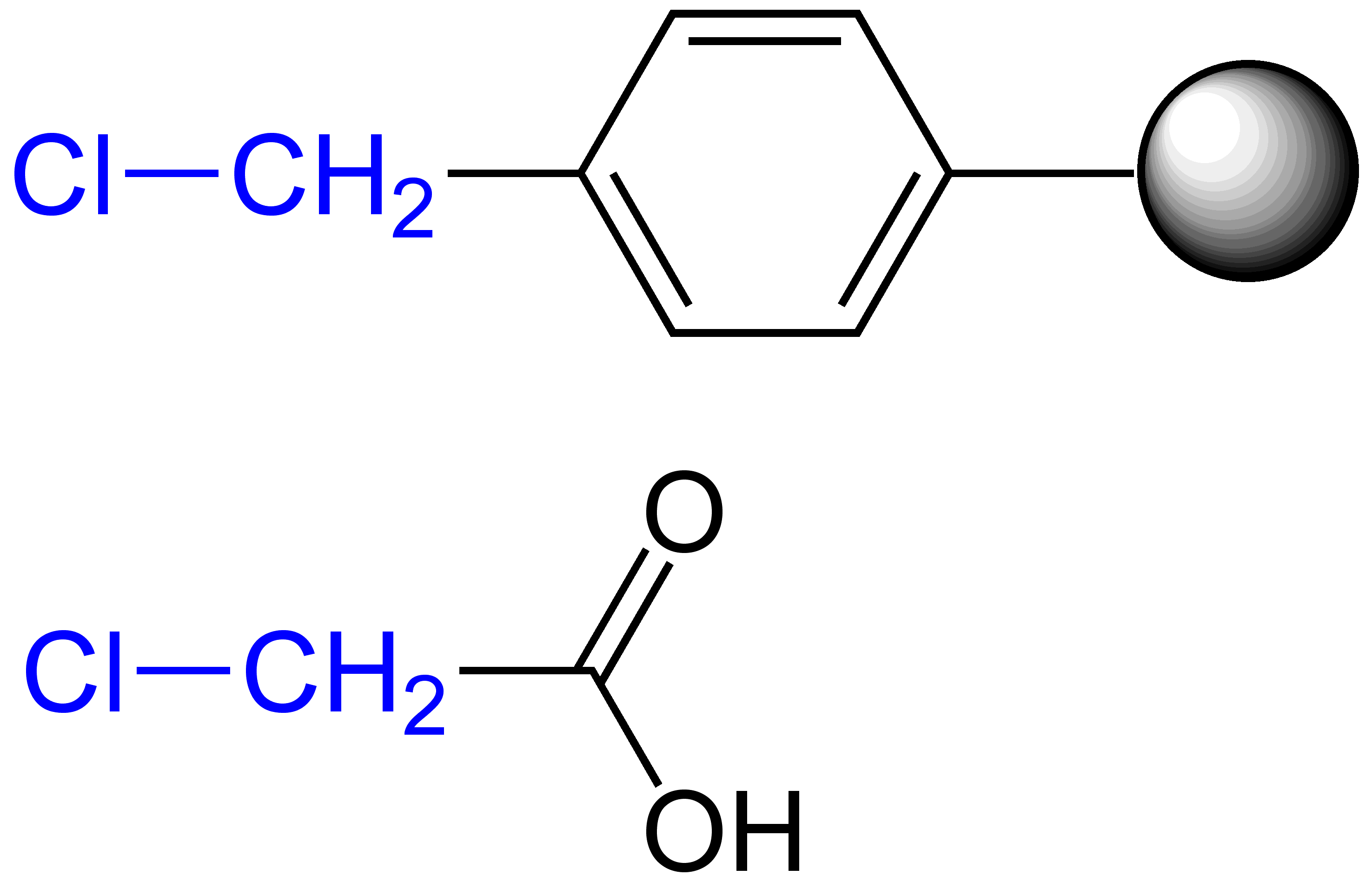
Le groupe chlorométhyle marqué en bleu dans une résine de Merrifield (haut) et l'acide chloroacétique (bas)

En chimie, le groupe chlorométhyle est un groupe fonctionnel dont la formule structurelle est -CH2-Cl. Le groupe est constitué d'un groupe méthylène (-CH2-) auquel est attaché un atome de chlore, ou, décrit autrement,  est un groupe méthyle (-CH3) dont l'un des atomes d'hydrogène a été remplacé par un atome de chlore. Les composés contenant ce groupe appartiennent à la classe des organochlorés.

## Synthèse
Le groupe chlorométhyle peut être introduit dans les composés aromatiques par la réaction de Blanc. Il est aussi possible de préparer une résine de Merrifield à partir d'une résine polystyrène (éventuellement réticulée) par la synthèse de Merrifield (de) (synthèse de peptides en phase solide).